# Lindhovs kungsgård
Lindhovs kungsgård är ett byggnadsminne i Lindbergs socken i Varbergs kommun i Halland. Gården ligger på platsen för stadsbildningen Ny Varberg, där gårdens historia har sin upprinnelse. När staden brändes ned 1612 och invånarna beordrades att flytta till Platsarna lät slottsherren på Varbergs fästning, Mogens Gyllenstierna, bygga en kungsladugård på platsen. Fram till 1723 var gården bostad för överstelöjtnanter.
Äldsta mangården uppfördes kort efter 1612 och var uppfört i korsvirke med tegelfyllningar. Det stod av allt att döma kvar intakt 1729, men var rivet 1779. Kort efter att Halland tillfallit Sverige 1660 uppfördes ett nytt mangårdshus i form av en knuttimrad byggnad med förstuga, kök, storstuga och dubbla kammare i bägge ändarna av huset. På 1680-talet blev Lindhov överstelöjtnantsboställe och mangårdsbyggnaden kom att bli boställe. 1723 upphörde Lindhov som överstelöjtnantsboställe och gav i stället som evighetsarrende åt landshövding Axel von Faltzburg och hans arvingar. Lindhov kom fortsätta att gå i arv inom släkten Faltzburg in på 1900-talet. Huvudsakligen var dock Lindhov utarrenderat, borgmästaren Johan Philson (1696–1774) arrenderade på 1730-talet gården och bedrev fåravel här. Han hade för avsikt att starta ett schäferi här, något som dock stoppades av Faltzburgarna. Lindhov besöktes 1773 Anders Gustaf Barchæus, arrendatorn hovjägmästare Lagerncrantz var då inte hemma utan han träffade i stället inspektören på gården, "en snäll tysk", som låtit tillverka en plog efter tysk modell. 1660 års mangårdsbyggnad angavs redan 1779 av lantmätaren Carl Westrell som "merendels fördärfwad", men det dröjde till 1838 då den nya huvudbyggnaden stod klar innan den revs.
Corps-de-logiet är uppfört 1838 och ligger centralt placerad i en tämligen symmetriskt uppbyggd gård. Det är en typisk mangårdsbyggnad från tidigt 1800-tal; en timrad byggnad i två våningar symmetriskt uppbyggd fasad klädd med vitmålad träpanel. I öster ligger ekonomibyggnader och flygelbyggnader uppförda 1806, i väster en trädgård, där den slingrande Himleån är ett inslag.
Ladugårdslängorna är uppförda 1759 respektive 1796.
Lindhov blev statligt byggnadsminne 1935, men övergick till byggnadsminne enligt Kulturminneslagen, när den blev privatägd.
Under hösten 2014 har fasaden på mangårdsbyggnadens södra gavel renoverats på Lindhovs kungsgård. Länsstyrelsen har gett tillstånd och bidrag för arbetena.